# Huurlingenoorlog

Het strijdtoneel

De Huurlingenoorlog was een opstand van huursoldaten tegen Carthago die duurde van 241-237 v.Chr. Bij de opstand voegden zich de lokale Libische bevolking en Numidische prinsen die schatplichtig waren aan Carthago.

## Aanleiding
Na de Carthaagse nederlaag in de Eerste Punische Oorlog had Rome opgelegd dat de Carthaagse huursoldaten Sicilië moesten verlaten. Het ging om een leger van 20.000 soldaten bestaande uit Libiërs, Galliërs, Spanjaarden, Liguriërs en Siciliaanse Grieken. Het leger onder leiding van Hamilcar Barkas verzamelde zich in de haven van Lilybaeum op Sicilië. Vandaar zeilde Hamilcar naar Carthago en liet de demobilisatie over aan Gesco. Deze stuurde de huurlingen in contingenten naar Carthago om hun achterstallige loon te ontvangen en daarna te worden gerepatrieerd.

## Opstand

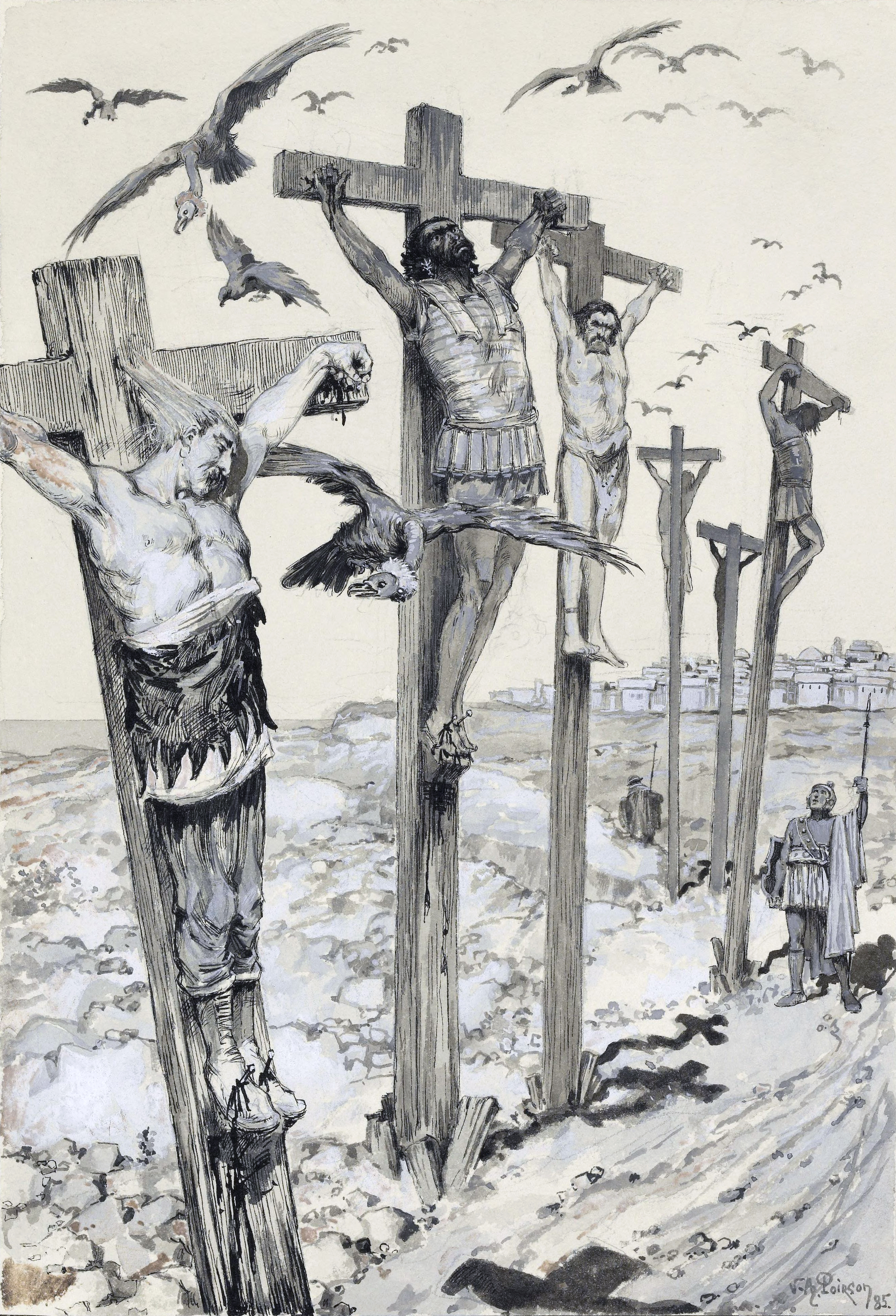
Spendius en andere huurlingen worden gekruisigd (illustratie uit de 19e eeuw)

In Carthago werd besloten om het achterstallige loon pas te betalen nadat het volledige leger was overgebracht vanuit Sicilië. Dit leidde tot rellen in de straten van Carthago en daarom werd besloten het huurlingenleger over te brengen naar Sicca. Toen Carthago probeerde een lager dan afgesproken loon af te dwingen, kwam het in Sicca tot een opstand. Carthago plooide maar de opstandige huurlingen stelden steeds hogere eisen. Ze namen Gesco, die optrad als onderhandelaar, gevangen.
Het grootste deel van de huurlingen bestond uit Libiërs. De Libische boeren uit de omgeving waren ontevreden over de opgelegde dienstplicht en belastingen en kwamen ook in opstand tegen Carthago. Zij sloten zich aan bij de opstand. Ook Numidische prinsen, schatplichtig aan Carthago, kwamen in opstand. De Carthagers hadden moeite een leger op de been te brengen bij gebrek aan geld (de belastinginkomsten uit Libië vielen weg) en manschappen. Het Carthaagse leger bestaande uit loyale huursoldaten en gerekruteerde burgers, was dan ook kleiner dan het opstandelingenleger. Dit huurlingenleger stond onder leiding van de Libiër Mathos en Spendius, een gevluchte slaaf uit Campanië. Een andere aanvoerder was de Galliër Autariatus. De huurlingen waren ervaren in de strijd maar opereerden ongecoördineerd. Toch boekten ze successen tegen de Carthagers. Ook daar was het bevel verdeeld over twee generaals, Hamilcar Barkas en Hanno. Hanno toonde zich geen goed legeraanvoerder en werd gedwongen af te treden. Hij werd vervangen door Hannibal.
Hamilcar Barkas toonde zich een kundig generaal in de strijd en een goed diplomaat. De Numidische prins Navaras liep over naar Carthago en kreeg Hamilcars dochter als bruid. Rome hield zich afzijdig in de strijd, althans in Afrika, en weigerde hulp aan de Libische stad Utica die zich had aangesloten bij de opstand. De strijd verliep erg wreed. Hamilcar Barkas liet gevangen huursoldaten vertrappelen door zijn olifanten, Hannibal werd gekruisigd nadat hij bij een nachtelijke overval was gevangen genomen en van de gegijzelde Gesco werden de ledematen afgehakt. Pas na drie jaar was de opstand bedwongen. Mathos en Spendius, de leiders van de opstand, werden na hun gevangenneming gekruisigd.

## Gevolgen
Tijdens de opstand kwamen ook de Carthaagse huursoldaten op Sardinië in opstand en doodden hun officieren. Carthago stuurde een strafexpeditie maar deze soldaten sloten zich aan bij de opstand. De opstandelingen vroegen Rome om hulp maar dit werd aanvankelijk geweigerd. Maar in 237 v.Chr. verbond Rome zich toch met deze opstandelingen, die intussen door de inheemse bevolking van het eiland waren verdreven. Rome nam in de volgende jaren Sardinië in ondanks protesten van Carthago.

## In fictie
De historische roman Salammbo van Gustave Flaubert speelt zich af tegen de achtergrond van de Huurlingenoorlog.